# مارتین فان مائیله
مارتین فان مائِیله (هلندی: Martin van Maële; ۱۲ اکتبر ۱۸۶۳ – ۵ سپتامبر ۱۹۲۶) تصویرگر اهل فرانسه بود. تصویرسازی‌هایش در زمینهٔ ادبیات شهوانی شهرت دارد.